# Villa Ragnar Thiel

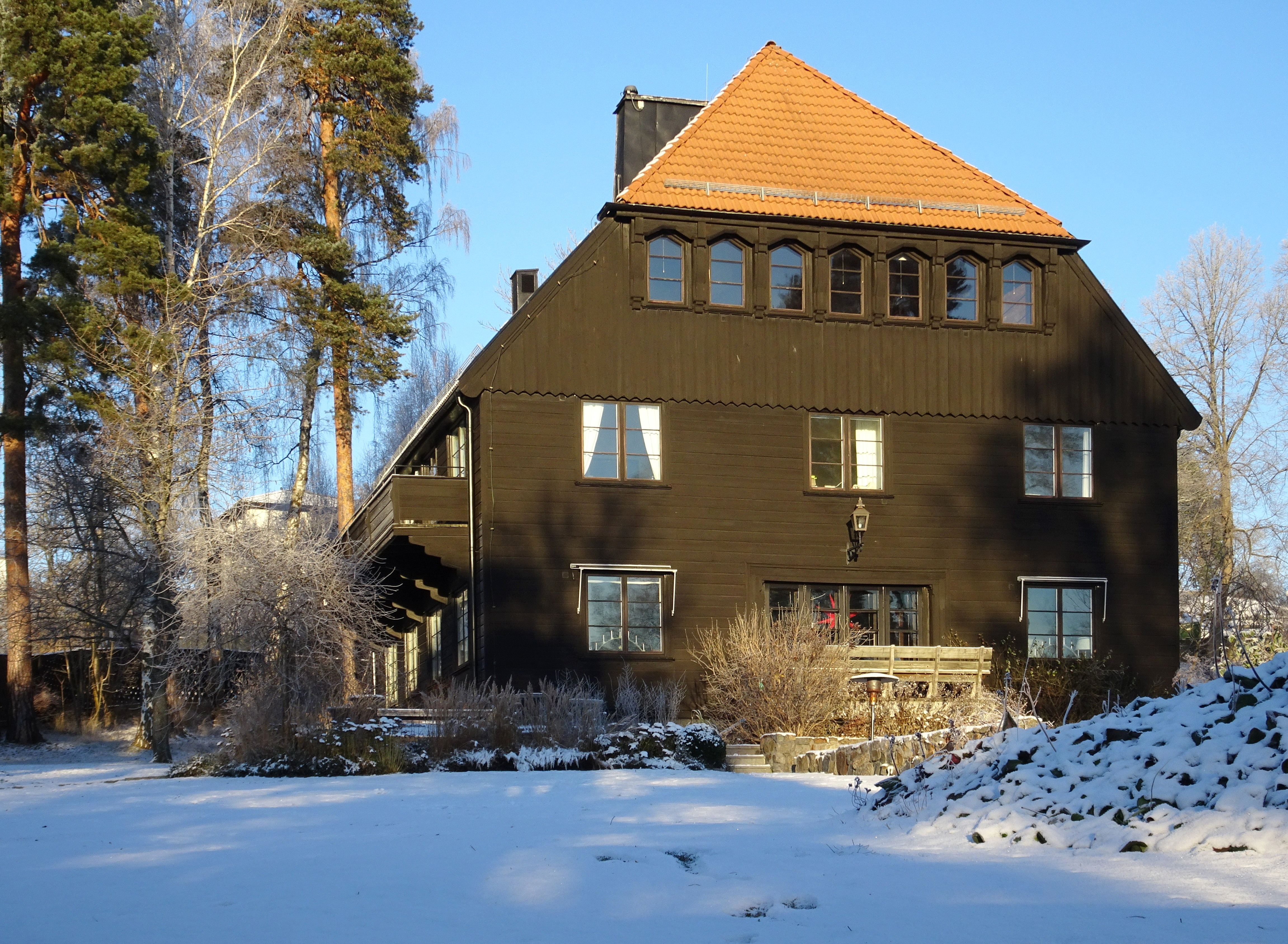
Villan, fasad mot söder, december 2021.

Villa Ragnar Thiel är en kulturhistoriskt värdefull byggnad vid Herrgårdsvägen 5 (tidigare nr 7) i Saltsjö-Duvnäs i Nacka kommun. Byggnaden uppfördes 1912 efter ritningar av arkitekten Elis Benckert för bankiren Ragnar Thiel och hans hustru Elisabeth Thiel f. Stiernstedt. Mellan 1947 och 2002 inhyste villan Duvnäshemmet. Idag är villan åter privatbostad.

## Byggnadsbeskrivning

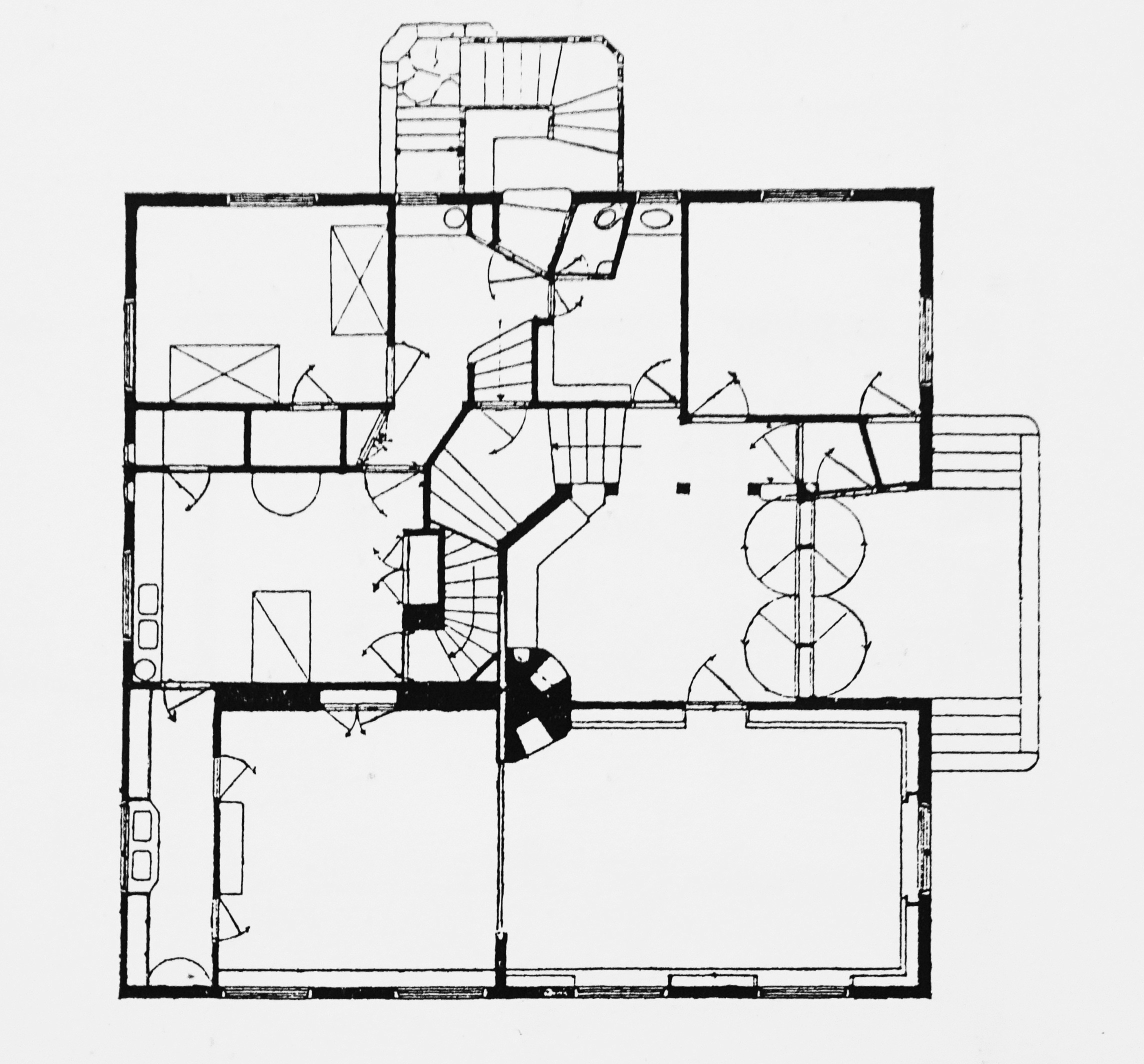
Ritning, bottenvåning.

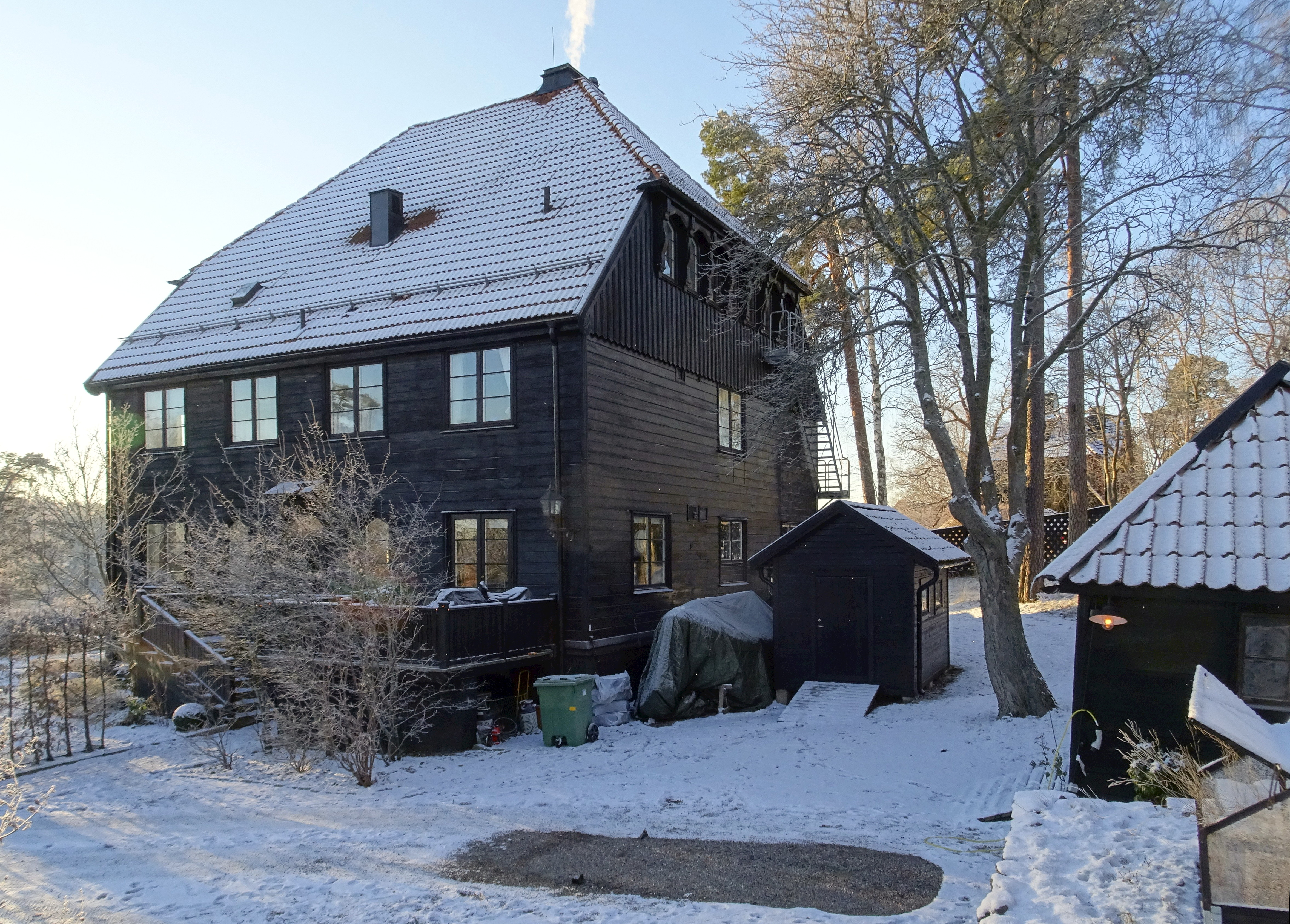
Östra och norra fasaden.

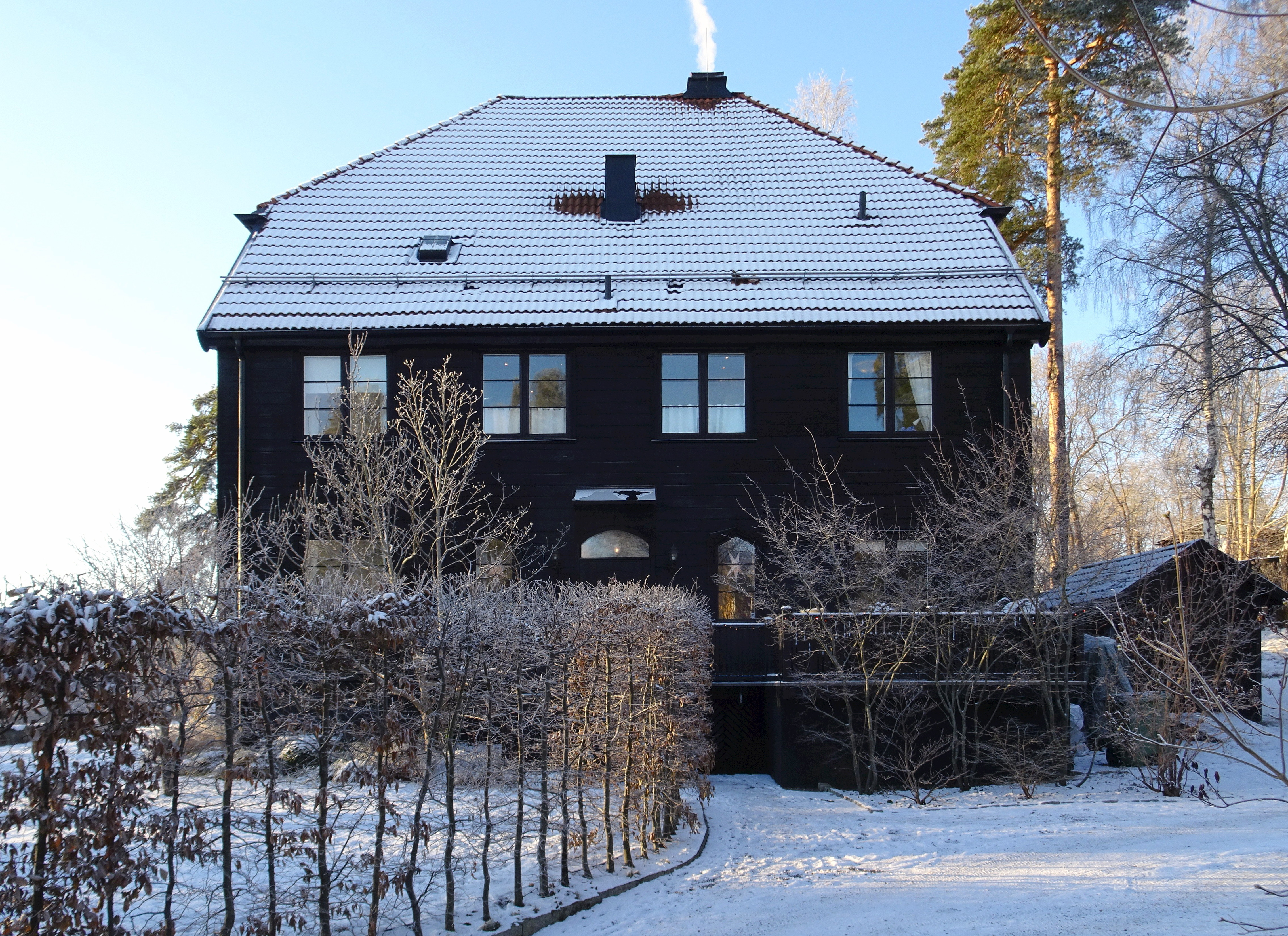
Östra fasaden.

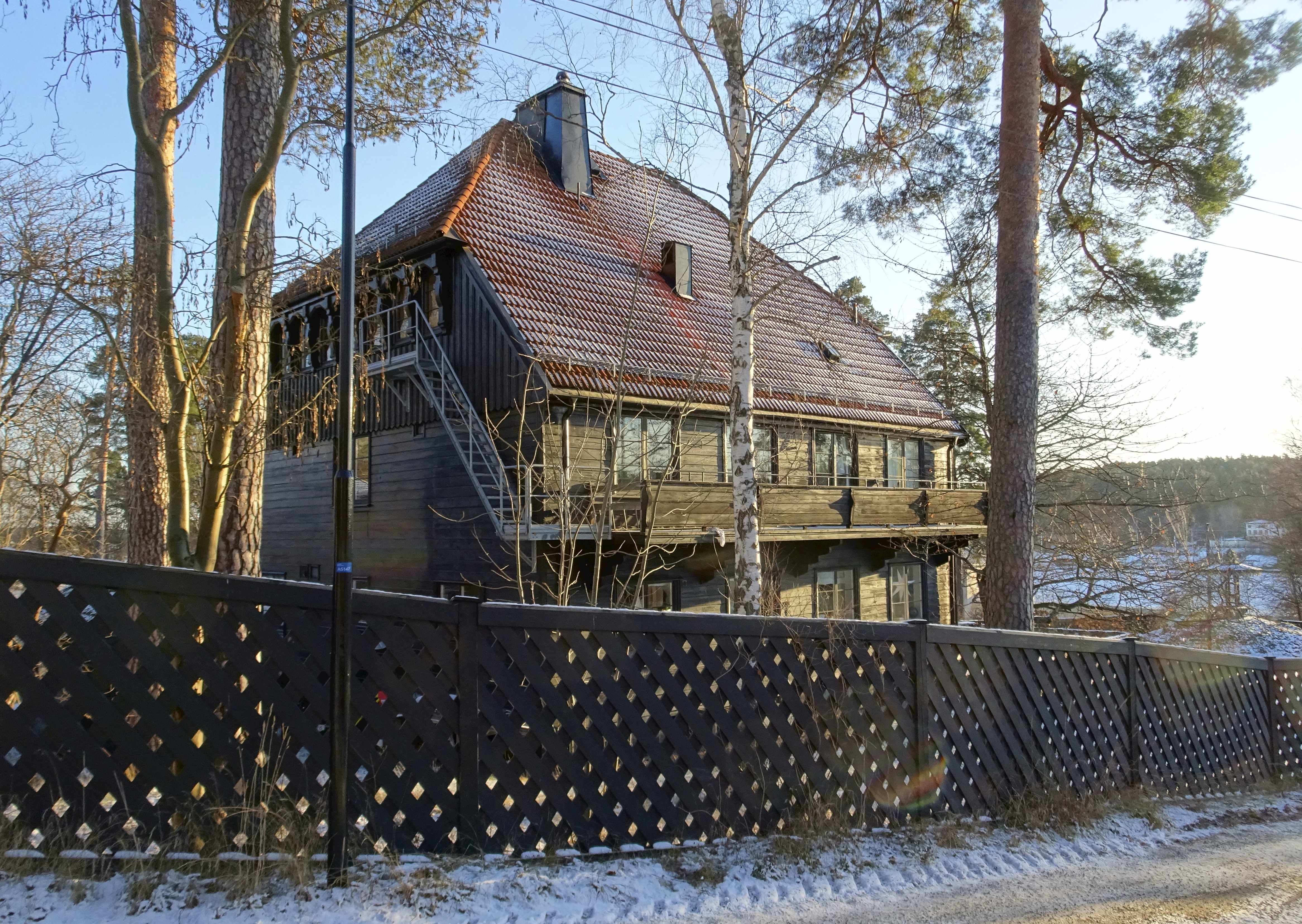
Västra fasaden.

Villa Ragnar Thiel hör till de tidiga villabyggnaderna som uppfördes i det nybildade bolaget AB Saltsjö-Dufnäs Villatomter. De ofta nationalromantiskt gestaltade villorna kännetecknas av stora tunga volymer gärna med brutna takfall och småspröjsade fönster. I många fall är de klädda med träpanel, målat i gult och rött eller mörkbrunt laserade. Villan vid Herrgårdsvägen 5 är en bra representant för denna stil, kanske en av de främsta.
Villans byggherre var bankiren Ragnar Thiel (1887-1944), äldste son till finansmannen och konstsamlaren Ernest Thiel. Villans arkitekt var Elis Benckert och projektet skulle bli hans sista genomförda, han tog sitt liv på nyårsafton 1912/1913. Villan blev en påkostad koloss i tre våningar och visar en helt genomförd nationalromantisk idé både till interiören och exteriören. 
Villa Ragnar Thiel byggdes på tre sammanslagna tomter mellan dagens Herrgårdsvägen och Herrgårdsbacken. Huset fick drag av en bergsmansgård, med fasader målade i trätjära och kimrök under ett väldigt valmat sadeltak. Ursprungligen låg huvudingången indragen bakom fasaden ovanför gavelns dubbeltrappa. Inredningen var för tiden modern. Mellan bibliotek och matsal fanns skjutdörrar så att rummen kunde slås ihop till en stor sal. Det fanns väggfasta bänkar, vitkalkade öppna spisar, parkettgolv och träpaneler. I vindsvåningen ritade Benckert en hel liten balsal med orkesterestrad. Huset blev mycket omskrivet och beundrat, av sin samtid och kallades i pressen ”det präktigaste nybygge Saltsjö-Dufnäs har att uppvisa”.

## Duvnäshemmet
Efter en invändig ombyggnad och modernisering öppnade Duvnäshemmet sin verksamhet i huset i november 1947. Fastigheten var en donation till Stockholms kommun efter Ragnar Thiels död 1944. Här fanns plats åt tolv nyblivna mödrar, antalet överskreds dock inte sällan. De kvinnor som boende här var ofta unga och ogifta och inflyttade landsortsbor. Efterkrigstidens bostadsbrist ledde till att även gifta mödrar sökte sig hit. En stor del av de barn som kom hit hamnade sedan på barnhem eller adopterades bort. Uppehället var inte gratis utan kvinnorna fick arbeta hård. En vanlig dag kunde se ut på följande sätt: Arbete, frukost, barnskötsel, arbete, kaffe, arbete, barnskötsel, arbete, middag, barnskötsel.
År 1971 övertogs Duvnäshemmet av Stockholms läns landsting och drevs av Stockholm stads hem för vård och boende (HVB-hem) för spädbarnsfamiljer med svår psykosocial problematik. Redan året efter började man tala om nedläggning. 1997 redovisade verksamheten ett underskott på drygt 11 miljoner. Duvnäshemmet var då det enda behandlingshemmet i Stockholmsområdet som erbjöd dygnetruntvård till spädbarnsfamiljer. Nedläggningshotet skulle hänga över Duvnäshemmet under hela tiden tills det slutligen genomfördes 2002. Fastigheten såldes därefter och blev åter privatbostad.